# Erich Burck

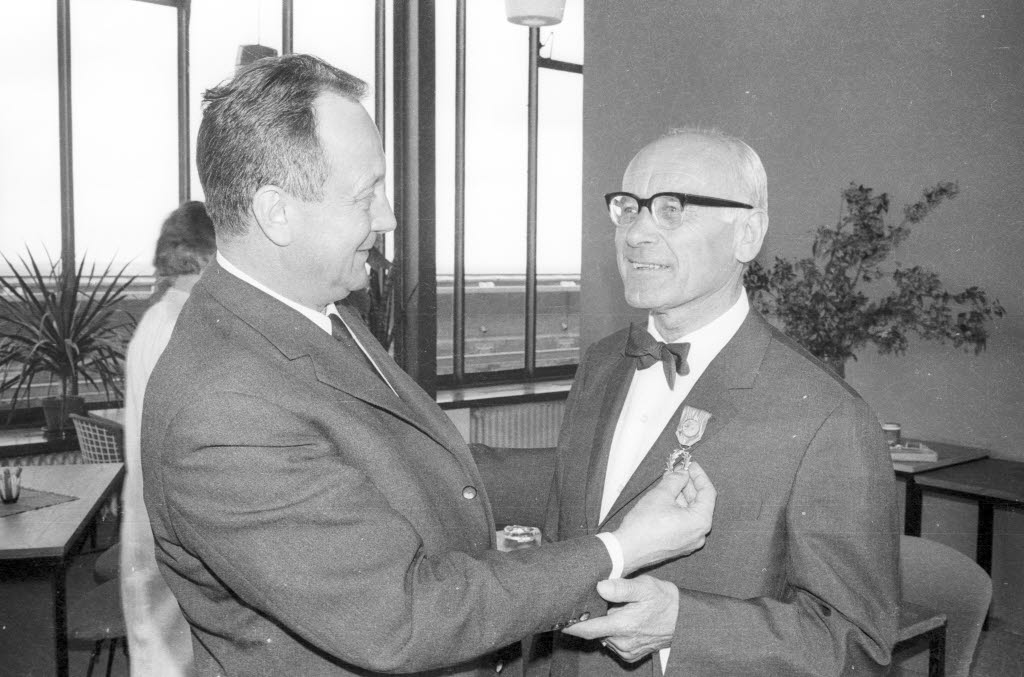
Erich Burck (rechts) wird mit dem Orden Palmes Académiques ausgezeichnet (1968)

Erich Burck (* 30. November 1901 in Grimma; † 10. Januar 1994 in Kiel) war ein deutscher Altphilologe, Professor und Rektor der Universität Kiel.

## Leben

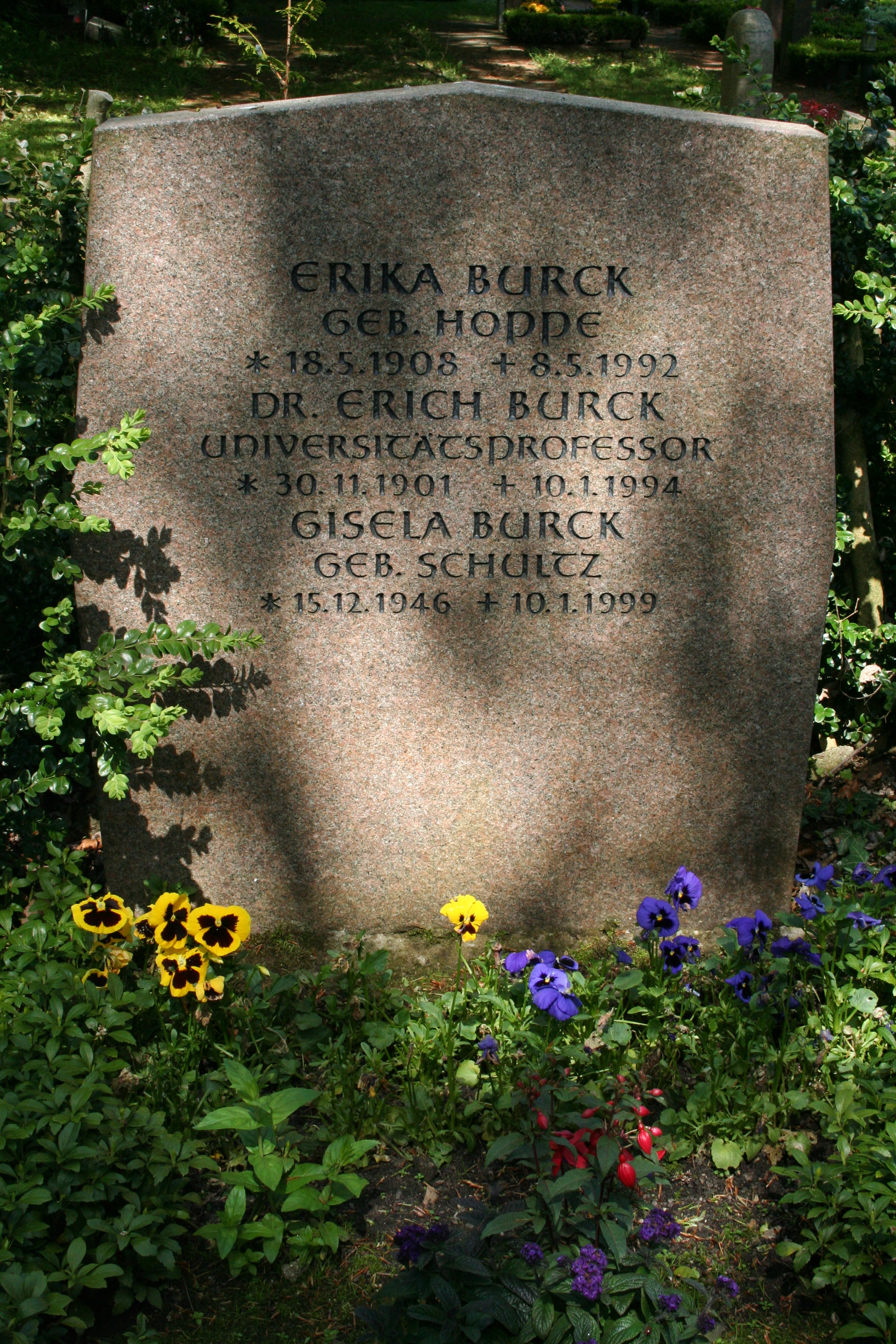
Grabstein von Erich Burck auf dem Parkfriedhof Eichhof

Burck besuchte die Fürstenschule in Grimma (1915–1921). Von 1921 bis 1925 studierte Erich Burck in Leipzig Klassische Philologie. Von 1925 bis 1927 war er Referendar an der Kreuzschule in Dresden, danach Referendar in Meißen. 1928 ging er als Assistent an die Universität Münster, wo er sich am 20. Februar 1931 habilitierte und zum Privatdozenten ernannt wurde. In der Zeit des Nationalsozialismus trat Burck verschiedenen NS-Organisationen bei, zuerst 1933 der SA (bis 1941). Von April bis Oktober 1935 vertrat er in Berlin den Lehrstuhl von Eduard Norden.
Am 19. Dezember 1935 wurde Burck außerordentlicher Professor an der Christian-Albrechts-Universität Kiel. Nachdem er 1936 der NSV, zum 1. Mai 1937 der NSDAP (Mitgliedsnummer 3.982.082) und 1938 dem NSDDB beigetreten war, wurde er in Kiel zum ordentlichen Professor und Lehrstuhlinhaber für Klassische Philologie ernannt. 1941 fungierte er als kommissarischer Dekan der theologischen Fakultät, von 1943 bis 1945 als Dekan der philosophischen Fakultät. Während des Zweiten Weltkrieges war er von 1942 bis 1945 Hilfs- und Gerichtsoffizier der Gestapo in Kiel. 1945 wurde er vom Entnazifizierungsausschuss trotz seiner Gestapo-Tätigkeit in die Kategorie V („unbelastet“) eingestuft. Er behielt daher seinen Lehrstuhl und wurde 1946 Prorektor, 1961/62 Rektor. Auch nach seiner Emeritierung blieb er der Kieler Universität verbunden. 1972 erhielt er für sein Engagement die Universitätsmedaille und 1982 wurde er darüber hinaus zum Ehrensenator ernannt.
In seiner Forschung und Sichtweise auf die Literatur der Antike war Burck besonders von seinem wissenschaftlichen Lehrer Richard Heinze geprägt. Er beschäftigte sich mit antiken und humanistischen Wertbegriffen sowie Werten und Gehalt antiker Historiographie und Dichtung u. a. in den Werken von Vergil, Livius, Horaz und Properz. Außerdem widmete er sich dem römischen Manierismus. Als Mitherausgeber betreute er die renommierte Fachzeitschrift Gnomon (ab 1939) und die Schriftenreihe Zetemata (ab 1951).
Bei seinem wissenschaftlichen Streben war Burck stets bemüht, eine Zusammenarbeit zwischen Hochschule und Gymnasium auf dem Gebiet der lateinischen und griechischen Literatur zu ermöglichen und zu fördern. Das tat er sowohl in seiner Funktion als Vorsitzender des Deutschen Altphilologenverbandes (1952–1956), zu dessen Ehrenvorsitzendem er später ernannt wurde, als auch in seiner Funktion als Vorsitzender der Landesschulbeirats Schleswig-Holsteins. Außerdem fungierte er zeitweilig als Fachgutachter für die Deutsche Forschungsgemeinschaft sowie als Vorstandsmitglied der Westdeutschen Rektorenkonferenz. Über lange Jahre war Burck zudem zweiter Vorsitzender der Mommsen-Gesellschaft.
Für seine wissenschaftlichen Verdienste wurden ihm Ehrendoktorwürden der Universitäten von Athen und Rennes, der Orden Palmes Académiques sowie das Große Bundesverdienstkreuz (1987) verliehen.
Erich Burck konnte sich fließend in lateinischer Sprache unterhalten.
Sein Grab befindet sich auf dem Parkfriedhof Eichhof bei Kiel.

## Schriften (Auswahl)
- De Vergilii Georgicon partibus iussivis, Berger, Lucka 1928 (Dissertation Universität Leipzig).
- Die Erzählungskunst des T. Livius (= Problemata. Forschungen zur klassischen Philologie. H. 11). Weidmann, Berlin 1934, (Zugleich: Münster, Universität, Habilitations-Schrift, 1931).
- Einführung in die dritte Dekade des Livius. Kerle, Heidelberg 1950.
- Römische Liebesdichtung (= Veröffentlichungen der Schleswig-Holsteinischen Universitätsgesellschaft zu Kiel. Neue Folge, Nr. 29, ISSN 0933-6737). Hirt, Kiel 1961.
- Vom Menschenbild in der römischen Literatur. Ausgewählte Schriften (Bd. 2 = Bibliothek der klassischen Altertumswissenschaften. Reihe 2, Neue Folge, 72). (Herausgegeben zum 80. Geburtstag des Autors am 30. November 1981). Herausgegeben von Eckard Lefèvre. 2 Bände. Winter, Heidelberg 1966–1981, ISBN 3-533-03077-6 (Bd. 2).
- Die Frau in der griechisch-römischen Antike. Heimeran, München 1969.
- Vom römischen Manierismus. Von der Dichtung der frühen römischen Kaiserzeit (= Libelli. Bd. 327). Wissenschaftliche Buchgesellschaft, Darmstadt 1971, ISBN 3-534-05676-0.
- Historische und epische Tradition bei Silius Italicus, Beck, München 1984 (Zetemata, Band 80), ISBN 3-406-09680-8.
- Das Geschichtswerk des Titus Livius (= Bibliothek der klassischen Altertumswissenschaften. Reihe 2, Neue Folge, 87). Winter, Heidelberg 1992, ISBN 3-533-04559-5.